# Kese (washand)

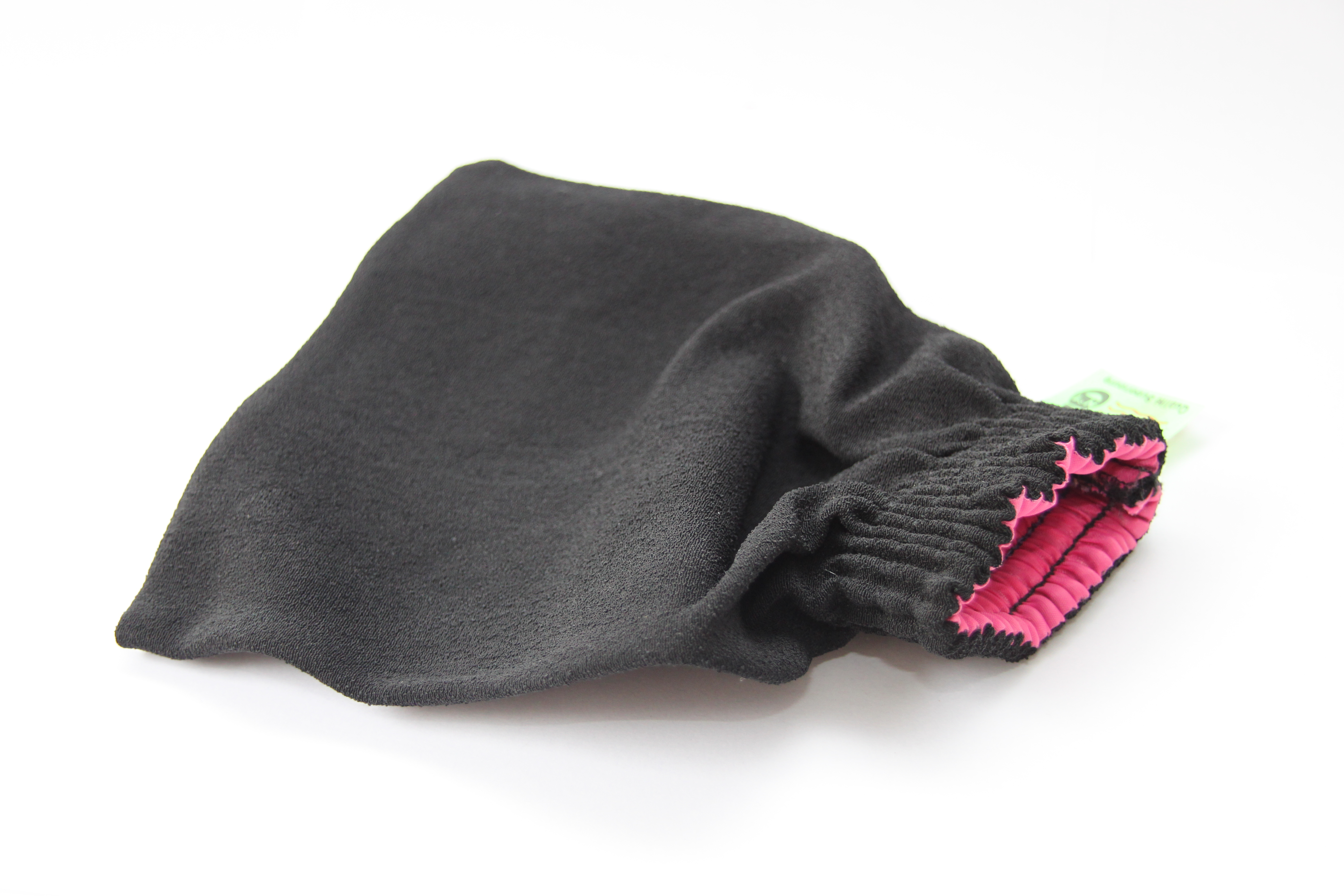
Kese

De kese, kessa of kiassa is een ruwe handschoen die gebruikt wordt in de hamam. Kese is een Turkse benaming voor scrubhandschoen, kessa of kiassa is meer als Arabische benaming gangbaar. De kese wordt gebruikt voor het scrubben van de vochtige of ingezeepte huid, om daarmee dode huidcellen te verwijderen. 
De handschoen wordt gemaakt van ruwe zijde of geitenhaar. Meestal ziet het eruit als een lapje, waaraan een koordje bevestigd is.